# Мухоловка Хартерта
Мухоловка Хартерта (Ficedula harterti) — вид воробьиных птиц из семейства мухоловковых. Хендрик Корнелис Зиберс (1890—1949) назвал этот вид в честь Эрнста Хартерта (1859—1933).

## Распространение
Эндемик Индонезии, обитает в низменных районах острова Сумба (Малые Зондские острова). Естественной средой обитания вида являются субтропические или тропические влажные равнинные леса.

## Описание
Этих птиц можно отличить по красным хвостовым перьям и зелёной линии на клюве.

## Биология
Насекомоядны, предпочитают саранчу, живущую в лесах острова.

## Охранный статус
МСОП присвоил виду охранный статус LC.